# The Stone Roses
The Stone Roses è stato un gruppo musicale britannico formatosi a Manchester nel 1983, attivo fino al 1996 e riunitosi nel 2011 dopo 15 anni di inattività.
Capitanata dal cantante Ian Brown, la band è composta anche dal chitarrista John Squire, dal bassista Gary "Mani" Mounfield e dal batterista Alan "Reni" Wren. Gli Stone Roses sono considerati tra i maggiori esponenti della scena musicale Madchester e ispiratori della cosiddetta seconda Summer of Love del 1988. Il primo album, The Stone Roses, uscito nel 1989, grazie anche ai singoli I Wanna Be Adored, Made of Stone, I Am the Resurrection, fu un grande successo di pubblico e soprattutto di critica tanto da venire nominato dai giornalisti del NME il miglior album di sempre.
In seguito a problemi legali il loro secondo album Second Coming fu pubblicato solo nel dicembre 1994 senza bissare il successo del precedente: ormai l'interesse per il gruppo stava scemando e la scena indie inglese era già stata catturata dal britpop degli Oasis che avevano già pubblicato il loro primo album.
Hanno fortemente influenzato gran parte della scena rock alternativa britannica a venire: gruppi come Oasis, Kasabian, Arctic Monkeys e Kings of Leon hanno esplicitamente ammesso di aver preso il gruppo di Manchester come riferimento essenziale per la loro musica.

## Storia

### Gli inizi e il primo album
Nati dalle ceneri degli English Rose, gli Stone Roses si formano nel 1983 dall'unione di Ian Brown (voce) e John Squire (chitarra), amici fin dall'infanzia, ai quali si aggregano il batterista Alan Wren detto "Reni", il chitarrista Andy Couzens ed il bassista Pete Garner. Il suono del gruppo nel periodo iniziale, ancora molto diverso da quello che si trova nei successivi due album ufficiali, era molto influenzato da gruppi come The Smiths, The Clash e Sex Pistols. I cinque iniziano a suonare nei locali dell'area di Manchester, creandosi un discreto seguito. Nel 1985 pubblicano il primo singolo, So Young, prodotto da Martin Hannett e pubblicato dalla Thin Line Records, e l'anno seguente registrano The Garage Flower, album di debutto, in cui vengono inseriti il precedente singolo e due prime versioni di quelli che poi diverranno loro successi I Wanna Be Adored e This Is The One, ma questo album all’epoca non viene distribuito in quanto la band è insoddisfatta del risultato (per vederlo distribuito occorrerà attendere il 1996). Nel 1986 il chitarrista Andy Couzens lascia il gruppo, seguito l'anno successivo dal bassista Pete Garner sostituito da Gary Mounfield detto "Mani".
Nel 1987, con questa formazione, la band registra il secondo singolo, Sally Cinnamon (etichetta FM Revolver), passo in avanti rispetto a So Young, che introduce elementi di psichedelia anni sessanta e che rimanda al lavoro di band jangle pop come i Byrds: un mix che contraddistinguerà gli Stone Roses. Nel 1988 i Roses firmano un contratto con la Silvertone Records e registrano il loro terzo singolo, Elephant Stone, un nuovo vortice di suoni ritmato e psichedelico che negli anni si impone come classico del Britpop. Nei mesi seguenti le esibizioni live del gruppo iniziano a registrare il tutto esaurito. Nel marzo del 1989 i Roses pubblicano il primo album, The Stone Roses, prodotto da John Leckie. L'album è considerato uno dei capisaldi del rock britannico. Tra i pezzi che lo compongono si ricordano I Wanna Be Adored, She Bangs the Drums, Waterfall, This is the One e I Am the Resurrection. I singoli estratti, Made of Stone e She Bangs the Drums, attraversati da una piacevole ed orecchiabile vena pop, ottengono un discreto successo commerciale.
Nel novembre dello stesso anno il gruppo pubblica il singolo con doppio lato a Fools Gold/What the World is Waiting for, che raggiunge la posizione numero 8 nelle classifiche inglesi nel novembre 1989 e che documenta la svolta verso un suono meno pop e più sperimentale rispetto alle pubblicazioni precedenti. Originariamente concepita come b-side, Fools Gold (di cui verranno pubblicate in seguito varie edizioni remix) grazie anche all'interpretazione nel programma Top of the Pops diviene presto il pezzo più noto degli Stone Roses.
In seguito al successo raggiunto dal gruppo, la loro ex etichetta discografica, la FM Revolver, pubblica nuovamente il singolo Sally Cinnamon corredato da un videoclip della canzone. Infuriati per la pubblicazione di questo video, soprattutto perché lo ritengono un prodotto di scarsa qualità, gli Stone Roses si recano negli uffici della FM Revolver il 30 gennaio 1990 e dopo una discussione con il direttore della FM, Paul Birch, imbrattano di vernice (in linea con a passione di John Squire per la pittura di Jackson Pollock, cui si ispiravano le copertine di album d'esordio e singoli, create dallo stesso Squire) sia le pareti dell'ufficio che lo stesso Birch e la sua ragazza e per finire fanno la stessa cosa a due auto parcheggiate fuori dalla sede della casa discografica. Arrestati e processati, nell'ottobre dello stesso anno sono giudicati colpevoli e condannati a pagare ognuno 3.000 sterline di risarcimento oltre alle spese processuali.
Sempre nel 1990 gli Stone Roses organizzano un concerto a Spike Island, nei pressi della città di Widnes, luogo ben conosciuto per la presenza massiccia di industrie chimiche e impianti industriali di vario genere, non troppo indicato per eventi musicali. Il concerto si svolge il 27 maggio ed è seguito da circa 27.000 persone. L'evento all’epoca viene considerato un fallimento per la cattiva organizzazione e per problemi di acustica (i più ricordano un forte vento che spostava il suono in modo tale da sembrare provenire lateralmente, mentre il palco era di fronte e la band suonava davanti al pubblico), ma successivamente diventa una sorta di leggenda: la dimostrazione che anche i gruppi "indie" possono organizzare eventi alla stregua dei "grandi" della musica, come ad esempio gli U2 ed i Queen. Dopo l'esperienza di Spike Island, un altro grande concerto viene organizzato nel parco Glasgow Green di Glasgow. In luglio viene realizzato l'ultimo singolo per la Silvertone, One Love.
Il singolo raggiunge la posizione numero 4 delle classifiche inglesi, miglior risultato ottenuto fino a quel momento. Tuttavia, molti individuano nel nuovo brano i sintomi di un primo calo di ispirazione (il pezzo in questione si sviluppa su un loop di batteria molto simile a quello della precedente hit Fools Gold), e lo stesso Brown in seguito parla di One Love come di un "passo falso", rivelando che la band era intenzionata a creare un inno, intento fallito a causa di un ritornello, sempre a detta del cantante, non abbastanza forte e deciso. Dopo la realizzazione di questo singolo, le cose si complicano. One Love infatti è l'ultima pubblicazione originale fino al successivo Second Coming pubblicato quattro anni dopo. All'origine del ritardo vi è la battaglia legale intrapresa dagli Stone Roses per sciogliere il contratto con la Silvertone. Il gruppo perderà quindi il momento favorevole, e sparirà dalla scena musicale per i successivi quattro anni.

### Secondo album e scioglimento
Dopo quattro anni di battaglie legali con la Silvertone, finalmente il gruppo riuscì a svincolarsi dal contratto con quest'ultima e siglò un altro contratto con la Geffen Records. Verso la fine del 1994, cinque anni dopo la pubblicazione di The Stone Roses, venne pubblicato il secondo album Second Coming. Per la maggior parte composto da John Squire, l'album presenta una musica più cupa con forti contaminazioni blues rock, ispirata dai Led Zeppelin. Nonostante il buon lavoro svolto sul singolo Love Spreads che raggiunse il secondo posto nella UK Chart, l'album fu stroncato da gran parte della critica inglese. Ciononostante l'album riscosse un buon successo negli Stati Uniti. Degna di nota anche la struggente Ten Storey Love Song, quanto di più vicino si possa trovare agli esiti del primo album. Nel relativo videoclip accanto ai tre membri superstiti (Brown, Squire e Mounfield), compare una quarta figura che indossa solamente una maschera con il viso del batterista Reni, che aveva da poco lasciato la band per motivi personali.
Durante l'assenza prolungata per le cause legali sopracitate, il gruppo accumulò una notevole distanza dalla scena musicale del periodo. Il panorama musicale era cambiato, dominato da gruppi quali Ocean Colour Scene, Suede, Blur e in particolare Oasis, la band più direttamente influenzata dagli Stone Roses. Si era infatti in piena ondata Britpop, della quale gli Stone Roses sarebbero stati indicati come fondatori.
Nel marzo del 1995 Reni lasciò il gruppo, e questo fu l'inizio della fine per gli Stone Roses. Fu inserito al suo posto Robbie Maddix, che aveva lavorato anche con i Simply Red, tecnicamente apprezzabile ma non al livello del suo predecessore. Nello stesso tempo venne ingaggiato per le esibizioni dal vivo il tastierista-programmatore Nigel Ippinson, che aveva già lavorato con il gruppo nel remix di Begging You per la realizzazione del singolo.
Fu programmato un tour segreto per il ritorno dei Roses dal vivo, ma lo stesso fu cancellato dopo che la stampa musicale annunciò le date. Un altro duro colpo per il gruppo fu la cancellazione della loro esibizione al Festival di Glastonbury del giugno 1995, a causa dell'incidente capitato a John Squire in mountain bike nel nord della California poche settimane prima del festival, e cui venne prescritto il collare. Alla fine il gruppo programmò un tour per novembre e dicembre del 1995 e tutte le date registrarono il tutto esaurito in una giornata.
John Squire lasciò comunque il gruppo il 1º aprile 1996, tra la rabbia degli altri componenti, in particolare di Ian Brown, che affermò che Squire aveva preso le distanze dagli altri componenti e che facesse frequentemente uso di cocaina. Dalla sua, l'ex chitarrista negò l'abuso di droga e parlò senza mezzi termini di Brown come di uno "spliffhead" (gergalmente "fumatore di cannabis"), attribuendo al frontman le colpe principali circa la difficoltà a far procedere il lavoro in studio per Second Coming alle pessime condizioni vocali di Brown. Squire venne quindi sostituito da Aziz Ibrahim (già turnista con Asia e Simply Red). Anche Slash dei Guns N' Roses si offrì come sostituto di Squire, ma il gruppo rifiutò l'offerta con un secco "No, odiamo i Guns N' Roses, fanculo!". Brown, fra l'altro, ironizzò sulla questione chiedendo se per caso Slash avesse intenzione di portare con sé anche un serpente (riferendosi al video dei Guns N' Roses, Patience). Il gruppo continuò a suonare così per altri sei mesi, ma dopo la disastrosa esibizione al Festival di Reading del 1996, nella quale i fan li fischiarono e tirarono oggetti sul palco, decisero di sciogliersi definitivamente.

### Dopo lo scioglimento
Nel 1998 John Robb scrisse un libro sul gruppo, The Stone Roses and the Resurrection of British Pop, che in maniera dettagliata descrive l'ascesa e la caduta del gruppo. Gli Stone Roses rimangono uno dei gruppi inglesi più influenti di sempre, capaci, con un solo grande album, di spianare la strada ad una generazione di nuovi musicisti - gli esponenti del brit pop. Dopo lo scioglimento le strade dei componenti non si sono mai del tutto divise. Solo fra Brown e Squire si creò un irrimediabile silenzio.
Brown intraprese una carriera solista con notevole successo a partire dal 1998. Squire fondò, con il cantante Chris Helme, i Seahorses, che misero a segno la hit Love Is the Law nel 1997, per poi sciogliersi. Nel 2002 realizzò anche il suo primo album da solista, Time Changes Everything, a cui nel 2004 seguì Marshall's House. Durante i suoi concerti eseguiva anche canzoni degli Stone Roses, come Waterfall e Your Star Will Shine. Gary Mounfield ha collaborato saltuariamente con l'amico Ian Brown ma dal 1998 divenne membro fisso dei Primal Scream di Bob Gillespie che anche grazie al suo arrivo la band ha ritrovato ispirazione e successo.
Gli Oasis ed ex membri degli Stone Roses sono legati da forti rapporti di amicizia, in particolare nel 1996 Squire suonò a Knebworth con gli Oasis la canzone Champagne Supernova e la reinterpretazione dei Beatles I Am the Walrus. Liam Gallagher co-firmò con Squire un brano dei Seahorses, Love Me and Leave Me e Noel Gallagher nel 2001 realizzò con Ian Brown il singolo di quest'ultimo, Keep What Ya Got.
Reni formò un nuovo gruppo nel 1999, The Rub, con il quale fece una serie di concerti. Nel 2004 ha realizzato il suo primo album da solista. Aziz Ibrahim suonò la chitarra in alcune tracce del primo album di Ian Brown e successivamente andò in tour con lui. Ha anche partecipato alla stesura di molto del materiale presente negli album solisti dello stesso Brown. Nell'ottobre 2004 Fools Gold compare nella radio alternative rock Radio X nel videogioco Grand Theft Auto: San Andreas.

### La reunion del 2011 e il periodo successivo
Il 18 ottobre 2011 la band in una conferenza stampa annuncia il suo ritorno con la storica formazione al completo per tre grandi concerti a Heaton Park, Manchester, in programma il 29 e il 30 giugno e il 1º luglio seguenti. In soli 68 minuti vanno a ruba 220.000 biglietti. Il 2 dicembre 2011 Ian Brown e John Squire tornano a suonare insieme dal vivo per la prima volta dal 1995, unendosi a Mick Jones dei Clash ai Farm e a Pete Wylie al Ritz di Manchester, per un concerto benefico. Il 23 maggio 2012 gli Stone Roses fanno il proprio ritorno sul palco, suonando undici canzoni di fronte a mille fan accorsi alla Parr Hall di Warrington. La particolarità del concerto risiede nel fatto che l'esibizione è annunciata quello stesso pomeriggio e l'accesso è aperto a tutti coloro che portano con sé una maglietta, un CD o un LP degli Stone Roses.
Per il 2012 la band programma un tour euro-asiatico denominato Reunion Tour, che inizia il 16 e 17 giugno 2012 e fa tappa in Svezia all'Hulstfred Festival, in Danimarca e in Germania, prima di tornare a Manchester, il 29 e 30 giugno e il 1º luglio 2012. Il tour prosegue in Irlanda, Scozia, Spagna, Portogallo e Italia. Seguono altre date in Giappone, Corea del Sud, Ungheria. Il tour termina in Inghilterra al V Festival di Chelmsford & Stafford il 18 agosto 2012. Il 26 novembre 2012 la band annuncia altre date per l'anno seguente. Il 12 e il 19 aprile 2013 gli Stone Roses sono di scena al Coachella Festival, negli Stati Uniti d'America. Il 15 giugno seguente suonano al Green di Glasgow e nello stesso mese al Festival dell'Isola di Wight. Il 30 maggio 2013 esce nelle sale cinematografiche britanniche il docufilm The Stone Roses: Made of Stone.
Il 2 novembre 2015 la band annuncia un tour per il 2016. Il gruppo di Brown e compagni suonerà all'Etihad Stadium di Manchester il 17 e il 18 giugno 2016, al T in the Park Festival e, a luglio, allo Strathallan Castle, in Scozia. Nel marzo 2016 Ian Brown, interpellato dalla rivista NME, conferma le voci secondo cui la band sta lavorando ad un nuovo album. Il 10 maggio 2016 compaiono per le strade di Manchester numerosi manifesti raffiguranti il caratteristico logo degli Stone Roses, il limone, facendo presagire una imminente pubblicazione di nuovo materiale. Due giorni dopo, poco prima delle ore 20, alcune radio britanniche trasmettono la prima nuova canzone della band dopo 21 anni, All For One. Il 9 giugno la band pubblica un'altra nuova canzone, Beautiful Thing.
Il 26 settembre 2016 la band annuncia tre nuove date dal vivo per l'anno seguente. La band si esibisce alla SSE Arena di Belfast il 13 giugno 2017, al Wembley Stadium di Londra il 17 giugno e ad Hampden Park, a Glasgow il 24 giugno. In occasione di quest'ultimo concerto, tenuto ad Hampden Park, Ian Brown chiude l'esibizione rivolgendosi al pubblico con queste parole: "Non siate tristi perché è finito, siate felici perché è accaduto", alimentando in tal modo voci su uno scioglimento della band in merito al quale, però, non c'è stata alcuna conferma. Il 16 settembre 2019 Squire confermò, in un'intervista a The Guardian che il gruppo si era sciolto.

## Stile musicale e influenze
Gli Stone Roses sono considerati importanti esponenti della scena musicale Madchester che, conciliando i ritmi dell'acid house a influenze rock, avrebbe gettato le fondamenta del britpop.
Si ispirano a stili quali il garage rock, il krautrock, il northern soul e il punk rock nonché ad artisti quali i Beatles, i Rolling Stones, i Beach Boys, i Byrds, Johnny Marr, Jimi Hendrix, i Jesus and Mary Chain, i Led Zeppelin, i Sonic Youth, i Sex Pistols e i Clash. I loro due unici album differiscono stilisticamente. Se l'omonimo esordio (1989) unisce "chitarre rock, melodie avvolgenti e un apparato ritmico vicino al funky e alla musica da discoteca", con il successivo Second Coming (1994) si sono allontanati dalle atmosfere eteree del primo capitolo introducendo riferimenti alla musica dei Led Zeppelin.
Tra i gruppi che si sono ispirati agli Stone Roses figurano Oasis, Blur, Charlatans, Ocean Colour Scene gli U2. Specie nei primi brani della band dei fratelli Gallagher, inclusi nelle cosiddette Lost Tapes, sono evidenti i richiami di Noel Gallagher al modo di suonare la chitarra di John Squire e di Liam Gallagher allo stile vocale di Ian Brown, che è uno dei grandi idoli del frontman degli Oasis.

## Riconoscimenti
L'album di debutto degli Stone Roses ha avuto numerosi riconoscimenti dalla stampa musicale inglese, come per esempio:
- nel 2003, NME ha votato The Stone Roses come il numero 1 degli album di tutti i tempi, davanti a lavori di gruppi come Pixies e The Beach Boys.[23]
- nel giugno 2004, il settimanale The Observer decretò The Stone Roses come il numero 1 degli album inglesi di tutti i tempi (battendo Beatles e Rolling Stones), dopo aver combinato insieme le classifiche di 100 tra giornalisti e musicisti.[24]
- nel 2006, NME votò The Stone Roses come numero 1 degli album inglesi di tutti i tempi, battendo The Queen is Dead degli Smiths e Definitely Maybe degli Oasis.[25]
- i giornalisti ed i lettori di Q magazine l'hanno votato:
  - numero 29 miglior album inglese di tutti i tempi (giugno 2000)
  - numero 9 miglior album tra i migliori album dalla nascita del giornale (ottobre 2006)
  - numero 6 miglior album di tutti i tempi (febbraio 2006), in seguito ai precedenti sondaggi che li classificava al numero 7 (gennaio 2003) ed al numero 4 (febbraio 1998)
  - numero 5 miglior album degli anni ottanta (agosto 2006)

## Formazione
(novembre 1987 - marzo 1995 e 2011 - 2017)
- Ian Brown - voce
- John Squire - chitarra, cori
- Mani (Gary Mounfield) - basso
- Reni (Alan Wren) - batteria, percussioni, cori

### Altri componenti
- Andy Couzens - chitarra (1984 - luglio 1986)
- Pete Garner - basso (febbraio 1984 - agosto 1987)
- Cressa (Steve Cressa) - tecnico del suono live (1989 - 1990)
- Robbie Maddix - batteria, percussioni, cori (aprile - luglio 1995)
- Nigel Ippinson - tastiera, cori (1995 - 1996)
- Aziz Ibrahim - chitarra (1996)

## Discografia

### Album in studio
- 1989 - The Stone Roses
- 1994 - Second Coming

### Raccolte
- 1992 - Turns into Stone
- 1995 - The Complete Stone Roses
- 1997 - Garage Flower
- 2000 - Remixes
- 2002 - The Very Best of The Stone Roses

### Singoli
- 1985 - So Young
- 1987 - Sally Cinnamon
- 1988 - Elephant Stone
- 1989 - Made of Stone
- 1989 - She Bangs the Drums
- 1989 - Fools Gold/What the World is Waiting For
- 1990 - One Love
- 1991 - I Wanna Be Adored
- 1991 - Waterfall
- 1992 - I Am the Resurrection
- 1994 - Love Spreads
- 1995 - Ten Storey Love Song
- 1995 - Fools Gold '95
- 1995 - Begging You
- 1996 - Crimson Tonight
- 1999 - Fools Gold '99
- 2016 - All For One
- 2016 - Beautiful Thing